# Тероцефалы
Тероцефалы (лат. Therocephalia) — клада терапсид, традиционно рассматриваемая в ранге подотряда или отряда. Очень примитивные териодонты, возможно, родственные горгонопсам с одной стороны и цинодонтам — с другой. Вместе с цинодонтами образуют группу эутериодонтов (Eutheriodontia).

## Описание
В отличие от горгонопсов, челюстная мускулатура распространялась на дорсальную часть мозговой коробки, оставляя лишь узкий сагиттальный гребень. У многих продвинутых тероцефалов есть вторичное нёбо, но, в отличие от цинодонтов, в его образовании участвуют сошник, предчелюстная и верхнечелюстная кости. Нёбная кость не входит в состав вторичного нёба. У мелких продвинутых тероцефалов — представителей семейства бауриид (Bauriidae) — глазница неполная (как у млекопитающих, её задний край редуцирован). Зубная кость значительно увеличена, но прочие кости нижней челюсти сохранены. Скелет у некоторых видов массивный, ноги длинные, хвост обычно короткий. Передние конечности обычно широко расставлены. Очень разнообразная группа, существовавшая со среднепермской по нижнетриасовую эпоху.
В верхнепермских отложениях Владимирской области в районе Быковки обнаружены многочисленные копролиты, оставленные, возможно, тероцефалами и протерозухидами. В копролитах содержатся полые вытянутые структуры, которые могут быть остатками волос, что свидетельствует о присутствии волосяного покрова у терапсид уже 252 миллиона лет назад.

## Представители
Выделяют множество семейств, иногда на уровне отдельных подотрядов рассматривают собственно тероцефалов, скалопозавров и бауриаморф.
- Собственно тероцефалы (Therocephalia) — примерно 5 семейств, из которых наиболее многочисленны пристерогнатиды[4] (Pristerognathidae). Сюда же относят (или даже объединяют с пристерогнатидами) сцилакозаврид[источник не указан 2622 дня] (Scylacosauridae) и ликозухид[5] (Lycosuchidae). Это очень примитивные хищные тероцефалы, во многом сходные по образу жизни с горгонопсами. Многие виды (Trochosuchus, Lycosuchus, Porosteognathus) имели две пары функционирующих верхних «клыков», сильно развитые резцы и слабые послеклыковые зубы. Впрочем, наличие двух пар клыков подвергается в настоящее время сомнению — не исключено, что за дополнительный функционирующий клык принимали замещающий клык, обычно скрытый в толще верхнечелюстной кости. Собственно Pristerognathus обладали длинной низкой мордой и очень развитыми клыками. Длина самых крупных видов достигала 2 метров. Известны из средней — поздней «перми» Южной Африки и Восточной Европы. Найденные в России сцилакозух (Scylacosuchus) и поростеогнат (Porosteognathus) очень сходны с южноафриканскими родами.

Следующие подгруппы объединяют в группу эутероцефалов (Eutherocephalia):
- Надсемейство вайтсиоидеи[6] (Whaitsioidea), включая семейство вайтсиид[4] (Whaitsiidae) — верхнепермские — нижнетриасовые всеядные или даже растительноядные тероцефалы. Отличаются низким черепом, возможно, было мягкое вторичное нёбо. Особенно характерна редукция заклыковых зубов, иногда они полностью отсутствуют. Примерно 6 семейств. К этой группе относятся Theriognathus, Moschorhinus, аннатерапсид, эучамберсия, мосховайтсия. Род эучамберсия имел ядовитые железы на верхней челюсти, соединявшиеся с бороздчатыми верхними клыками. Ядовитые зубы могли иметь и некоторые другие вайтсииды (Megawhaitsia patrichae). Посткраниальный скелет массивный, ноги иногда довольно короткие. Самые крупные имели череп до 50 см длиной. Верхняя пермь — нижний триас Южной Африки, России и Азии (Китай).

- Скалопозавры[источник не указан 2622 дня] (семейство Scaloposauridae или инфраотряд Scaloposaurida) — мелкие тероцефалы, некоторыми авторами считаются самыми примитивными. Зубная система полная. Вероятно, насекомоядные или всеядные. Некоторые внешне, вероятно, напоминали мелких хищных млекопитающих. Вторичное нёбо зачаточное. Примерно 8 семейств из средней перми — раннего триаса Южной Африки, Антарктики и России.

- Бауриаморфы[источник не указан 2622 дня] (надсемейство Baurioidea или инфраотряд Bauriamorpha). Самые прогрессивные тероцефалы, с развитым вторичным нёбом, неполной глазницей. Задние зубы давящие. Вероятно, мелкие растительноядные или насекомоядные. Верхняя пермь — нижний триас Южной Африки, Антарктики и России. Наиболее известны баурия (Bauria) Ericiolacerta и Regisaurus из нижнего триаса Южной Африки и Антарктики. Скелет регизавра и Ericiolacerta очень своеобразный — с длинными конечностями (задние длиннее), практически полным отсутствием хвоста и довольно длинной шеей. У каренита (Karenites) из верхней перми Кировской области (Котельнич) описаны кожные окостенения в виде ряда пластинок вдоль спины. У этого же рода обнаружены рудименты дополнительных пальцев кисти.

Прежде тероцефалов считали возможными предками цинодонтов или даже предками млекопитающих, но позднейшие исследования показали, что это не так. Тероцефалы не выдержали конкуренции с цинодонтами и вымерли в конце нижнего триаса.